# 危険物取扱者免状
危険物取扱者免状（きけんぶつとりあつかいしゃめんじょう、英: Hazardous Materials Engineer's Licenses）とは、消防法の規定により危険物取扱者試験に合格し、免状を申請した者に対して都道府県知事が交付する免状証である。免状の交付を受けた者は、消防法に定められている危険物を同法の定める施設内（製造所、貯蔵所、給油取扱所等）で自ら取扱い、乙種以上の資格者は無資格者の取扱いの立会いを行うことができる。

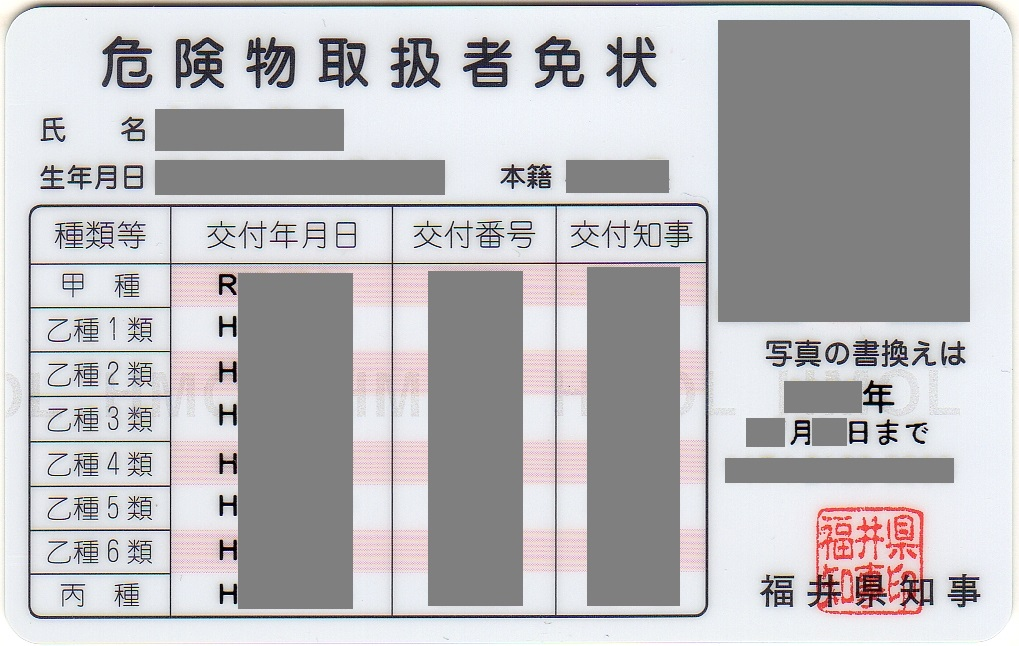
危険物取扱者免状

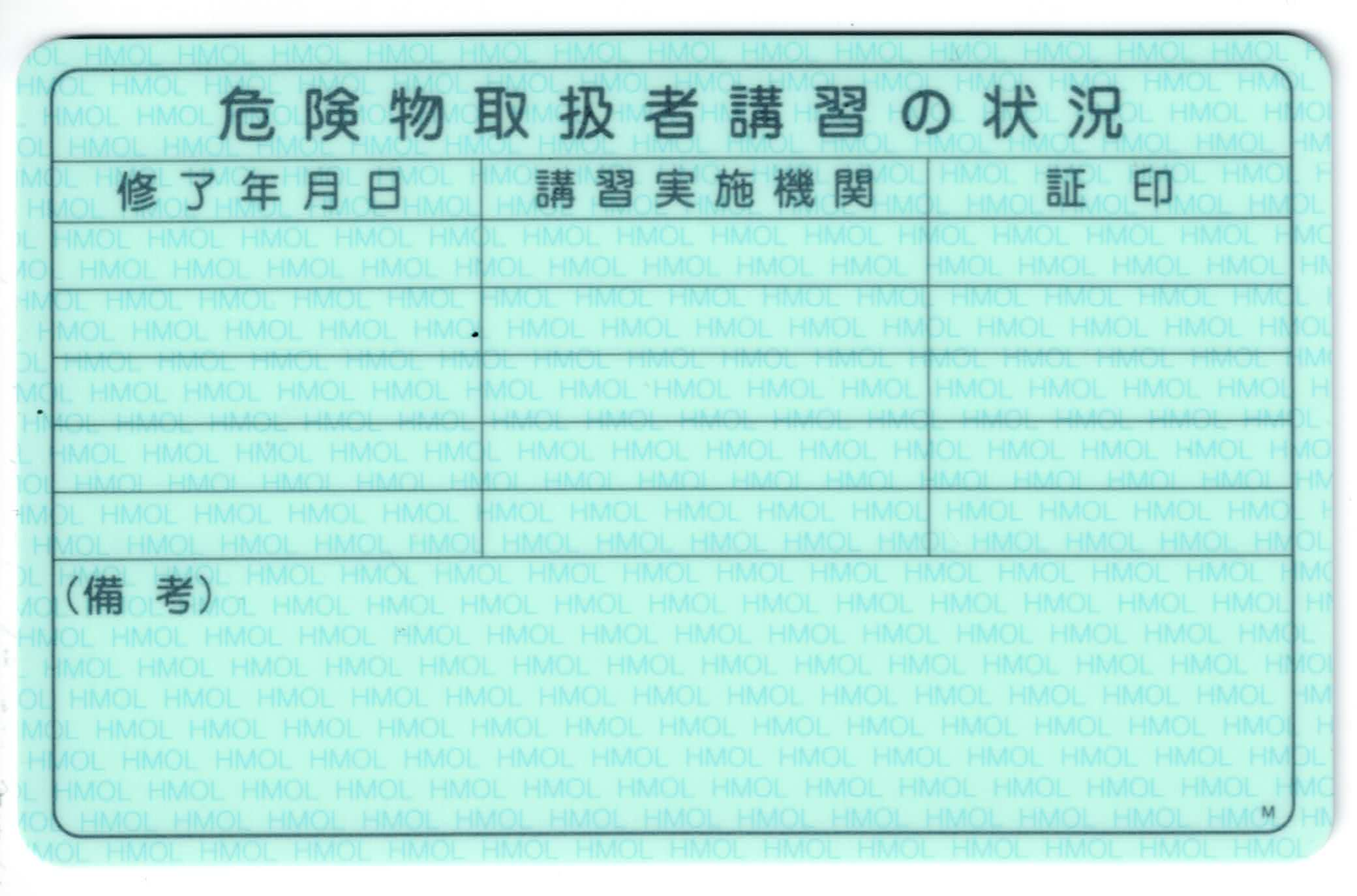
危険物取扱者免状の裏面

## 概要
甲種・乙種（1類～6類）・丙種に分かれ、消防試験研究センターが実施する危険物取扱者試験に合格した者に、申請により都道府県知事から交付される。免状関係申請に関する窓口事務及び免状作成事務については、消防試験研究センターの道府県支部および中央試験センター（東京都）に委託されている。
運転免許証やクレジットカードと同じ、縦5.4cm×横8.5cmのカード型で、表面には氏名、生年月日、本籍地の都道府県（危険物取扱者資格は外国籍の者も取得可能であり、この場合は本籍欄は「外国籍」となる）、顔写真および写真書換期限、交付した都道府県知事印、種類ごとの交付年月日・交付番号・交付知事欄が設けられている。裏面には、危険物取扱者講習の受講状況記入欄が設けられている。都道府県によっては、表面にHMOLの潜像が施されている。

## 携帯義務
業務従事に際して消防設備士免状の携帯を義務付けられている消防設備士とは異なり、原則として危険物を取り扱う際に危険物取扱者免状を携帯している必要はない。危険物の移送（タンクローリーなど移動タンク貯蔵所によって危険物を運ぶことを指す）の場合には危険物取扱者による運転あるいは危険物取扱者の同乗が義務付けられており、この場合に限り免状の携帯が義務付けられている。危険物の運搬（移動タンク貯蔵所に該当しない車両等によって危険物を運ぶことを指す）の場合には危険物取扱者の同乗義務はなく、同乗する場合にも免状を携帯する必要はない。

## 危険物取扱者保安講習
危険物取扱者免状の交付を受けている者で、現に危険物取扱の業務に従事している者は、原則として3年ごとに危険物取扱者保安講習を受講しなければならない（消防法第13条の23）。保安講習受講を証するため、免状の裏面に講習の状況が記載される。保安講習を正しく受講しないと消防法違反となる。なお、現に危険物取扱の業務に従事していない場合であっても任意で受講することは可能である。

## 免状の書換・再交付

### 書換
免許の有効期間についての定めはなく更新制度も存在しないが、原則として10年に1回、実務に就く就かないに関係なく免状の写真の更新（書換え手続き）が法令上必要である。法令が要求している手続きは、あくまでも免状写真の書換えであり、免許の有効期限の延長ではない。よって、写真書換え期限を経過した免状はその証明効力を失うが、仮に免状写真の書換え期限を経過してしまっても、受けている免許自体が失効することはない。
なお、写真以外で書換え申請が必要となるのは、以下の場合である。
- 氏名の変更があった場合
- 本籍地に変更があった場合（ただし、本籍の変更が生じても、本籍のある都道府県に変更がなければ書換え申請は不要。住所は都道府県が変わっても、書換え申請の必要はない。）
- 生年月日に変更があった場合

### 再交付
免状の亡失、滅失により免状がなくなった場合や破損・汚損などにより記載内容が確認できなくなった場合には、再交付を申請することで新しい免状が交付される。免状の写真書換え期限を過ぎた場合でも、免許そのものが失効しているわけではないため、再交付申請により新しい免状が交付される。

## 本人確認書類として
表面に表記される氏名、生年月日、本籍は、危険物取扱者試験願書に記載した自己申告の個人情報が、そのまま新規免状交付の際に本人確認書類等提出のプロセスも無いまま使用される。試験受験票(B)の裏面に本人確認書類の提示をお願いすることがある旨記載されているが、実際に要求されることは稀である。これに加え、現住所の表記も無いため官公庁発行の公印入り写真付免状であるにもかかわらず身分証明書としてはほとんど通用しない。
一例として、日本国旅券の申請の際に必要とされる本人確認書類を定める旅券法施行規則別表第二に危険物取扱者免状は掲載されていない（身分証明書#旅券法施行規則別表第二を参照）。高知県のウェブサイトでは、パスポート申請に必要な本人確認書類の案内に留意点として「危険物取扱者免状は本人確認書類に該当しない」旨が特に明記されている。
国家資格免状のため、稀に本人確認書類として受理される事があるが、本人確認としての合理的根拠が無いので、本人確認となっていない事に、免状提示を受ける側が気付かないのがほとんどである。